# Jon Callard
Jonathan Edward Brooks Callard (Leicester, 1 de enero de 1966) es un ex–jugador británico de rugby que se desempeñaba como fullback.

## Selección nacional
Fue convocado al seleccionado por primera vez en noviembre de 1993 para enfrentar a los All Blacks y disputó su último partido en noviembre de 1995 contra los Springboks. En resumen solo jugó cinco partidos y marcó un total de 69 puntos.

### Participaciones en Copas del Mundo
Solo disputó la Copa del Mundo de Sudáfrica 1995 donde los ingleses ganaron su grupo con todas victorias, en cuartos de final triunfaron frente a los Wallabies, en semifinales serían derrotados por los All Blacks y luego volverían a caer ante Les Bleus en el partido por el tercer puesto. Callard fue llevado al mundial como suplente de Mike Catt, solo jugó el partido ante Manu Samoa por la última jornada de la fase de grupos y donde fue el pateador de su equipo ya que Rob Andrew también descansó, marcó 21 puntos.
| Mundial                       | Sede      | Resultado     | PJ | Tries |
| ----------------------------- | --------- | ------------- | -- | ----- |
| Copa Mundial de Rugby de 1995 | Sudáfrica | Cuarto puesto | 1  | 0     |

## Palmarés
- Campeón de la Copa de Campeones de 1997–98.
- Campeón de la Premiership Rugby de 1990–91, 1991–92, 1992–93, 1993–94 y 1995–96.
- Campeón de la Anglo-Welsh Cup de 1989–90, 1991–92, 1993–94, 1994–95 y 1995–96.